# Konothele kallimos
Konothele kallimos är en klomaskart som beskrevs av Reid 1996. Konothele kallimos ingår i släktet Konothele och familjen Peripatopsidae. Inga underarter finns listade i Catalogue of Life.